# Skandor Akbar
Jim Wehba (ur. 29 września 1934 w Wichita Falls, zm. 20 sierpnia 2010 w Garland) – amerykański wrestler i manager wrestlingowy arabskiego pochodzenia znany lepiej pod swoim pseudonimem ringowym jako Skandor Akbar. Występował głównie w National Wrestling Alliance.

## Życiorys

### Wczesne życie
Urodził się 29 września 1934 roku w Wichita Falls w Teksasie. Jego ojciec pochodził z Libanu, a matka miała syryjskie pochodzenie, ale urodziła się w Teksasie. Wehba dorastał w Vernon z dwiema starszymi siostrami. Od 12 roku życia trenował podnoszenie ciężarów w siłowni swojego kuzyna. W latach 50. zaczął chodzić do liceum, gdzie trenował football amerykański. Jego dwaj wujowie i kuzyn byli profesjonalnymi wrestlerami i to pod ich wpływem Wehba postanowił rozpocząć karierę wrestlerską. Jego kuzyn miał pseudonim ringowy Great Memphisto.

### Kariera wrestlerska
Wehba jest znany głównie ze swojej działalności jako wrestler w latach 70. i jako manager w latach 70. i 80. Największy rozgłos przyniosła mu rola heela. Często potrzebował prawdziwej ochrony policji ze względu na agresywne zachowanie fanów wrestlingu i nosił kamizelkę kuloodporną. Występował w Singapurze, Nowej Zelandii, Australii i Japonii oraz w takich organizacjach jak National Wrestling Alliance (NWA), World Class Wrestling Association (WCWA), Universal Wrestling Federation (UWF), Georgia Championship Wrestling (GCW) i World Class Championship Wrestling (WCCW).
Zaczynał jako sędzia wrestlerski. Karierę wrestlera rozpoczął w 1963 roku trenowany przez Lou Thesza. W 1966 roku właściciel WCCW Fritz Von Erich zasugerował aby Wehba zaczął używać bardziej arabsko brzmiącego pseudonimu. Wehba wybrał sobie nazwę Skandor Akbar, która po angielsku brzmi jak arabska nazwa Aleksandra Wielkiego (arab. الإسكندر الأكبر). W 1967 roku on i Danny Hodge zdobyli tytuł mistrzowski NWA Tri-State Tag Team Championship. W tym samym roku Akbar zwrócił się przeciwko swojemu partnerowi, co przyniosło mu niesławę heela. Od 25 sierpnia do 24 listopada 1970 posiadał z Buddym Coltem tytuł NWA Macon Tag Team Championship. Od 15 września do 20 października 1972 posiadał z Oxem Bakerem NWA Georgia Tag Team Championship. Od 5 września do 14 listopada 1972 po raz drugi był posiadaczem NWA Macon Tag Team Championship, tym razem z Rocketem Monroe. 24 listopada 1972 roku debiutował w American States Wrestling Alliance. Pierwszą walkę w tej organizacji stoczył z Jessem Jamesem i zakończyła się ona dyskwalifikacją. Od grudnia 1974 do 14 maja 1975 posiadał NWA Tri-State North American Championship. Od grudnia 1974 do 14 maja 1975 był posiadaczem UWF North American Championship. Od 12 września 1975 do 11 października 1975 posiadał NWA Austra-Asian Heavyweight Championship. Od 26 lipca do października 1975 razem z George’em Gouliovasem posiadał NWA Austra-Asian Tag Team Championship. W 1977 roku zakończył karierę wrestlerską i od tej pory pracował jako manager innych heelów. Zwykle nazywał swoją stajnię Devistation Inc.. Pracował też jako organizator w organizacji wrestlingowej Superstars of Wrestling we wschodnim Teksasie.

### Po karierze wrestlerskiej
Po zakończeniu kariery prowadził ośrodek szkoleniowy w Terrell i szkołę wrestlerską w siłowni Daug's Gym w Dallas.
Zmarł 20 sierpnia 2010 roku w centrum medycznym w Baylor Medical Center na raka gruczołu krokowego.

## Życie prywatne
Przez całe życie unikał rozgłosu medialnego, głównie po to by chronić rodzinę przed agresywnymi fanami wrestlingu. Spędził 40 lat mieszkając w tym samym domu w Garland.
Przez 18 lat jego żoną była Doris, która zmarła na niewydolność nerek. Po jej śmierci ożenił się ponownie z Peggy. Drugie małżeństwo skończyło się w 1999 roku, po 10 latach. Z pierwszego małżeństwa ma syna Darryla Wehba. Doris umarła gdy jej syn był niemowlęciem.

## Trenowane osoby
- Bash
- Bobby Duncum Jr.
- Ember Moon
- Goldust
- Gregory Symonds
- Hellraiser Hark
- Jacqueline Moore
- Jason Silver
- Sky de Lacrimosa
- Spoiler 2000[1]
- Stone Cold Steve Austin[3][7]

## Styl wrestlerski
- Finisher
  - Camel clutch
- Osoby, dla których był managerem
  - Kamala
  - Kareem Mohammed
  - The Brute
  - The Punisher
  - One Man Gang
  - Gary Young
  - Al Perez
  - Missing Link
  - The Botswana Beast
  - Billy Joe Travis
  - Cactus Jack
  - Jeff Gaylord
  - Sheik Scott Braddock
  - Greg Valentine
  - Honkey Tonk Man
  - Eddie Atlas[2][4]

## Mistrzostwa i osiągnięcia
- National Wrestling Alliance
  - NWA Georgia Tag Team Championship (1 raz) – z Oxem Bakerem
  - NWA Macon Tag Team Championship (2 razy) – z Buddym Coltem i z Rocketem Monroe
  - NWA Tri-State North American Championship[1]
  - NWA Tri State United States Tag Team Championship (2 razy) – z Dannym Hodgem (2 razy) i Choi Sun (1 raz)[2]
  - UWF North American Championship (1 raz)
- World Championship Wrestling
  - Austra-Asian Heavyweight Championship (1 raz)
  - Austra-Asian Tag Team Championship (1 raz) – z George’em Gouliovasem
- Texas Wrestling Hall Of Fame (2011)
- Pro Wrestling Illustrated
  - Rywalizacja roku (1989) – 3. miejsce
  - Manager roku (1989) – 4. miejsce[1]